# The War Game
The War Game (deutsche Alternativtitel: Kriegsspiel und Wargame) ist ein britischer Kurzspielfilm im Stil eines Dokudramas über einen hypothetischen nuklearen Angriff auf Großbritannien während des Kalten Krieges. Peter Watkins drehte den Schwarzweißfilm 1965 für den britischen Sender BBC. Der 1966 im Kino (in der BRD erst 1971) veröffentlichte fiktive Dokumentarfilm erlangte unter anderem Bekanntheit durch eine öffentlich geführte Debatte über die drastische Darstellung der Folgen eines atomaren Krieges sowie der Entscheidung der BBC, den Film nicht auszustrahlen.

## Inhalt
Nach dem Einmarsch chinesischer Truppen in Südvietnam, einer Verschlechterung der internationalen Beziehung und einem Zusammenstoß der Streitkräfte von NATO und Warschauer Pakt auf deutschem Boden eskaliert die Situation in einem auf Europa beschränkten nuklearen Schlagabtausch, in dem auch Großbritannien ein Ziel der sowjetischen Raketen darstellt.
Die Handlung des Films beginnt zwei Tage vor dem Abfeuern der Raketen auf militärische Ziele in Westeuropa und auf Flugplätze in Großbritannien. Er spielt überwiegend im Großraum der Stadt Rochester in der Grafschaft Kent, die als Evakuierungsgebiet für den Fall eines nuklearen Angriffs auf Großbritannien gilt. Zunächst werden Einwohner zu ihrem Wissen über die Gefahren von Atomwaffen befragt, die meisten zeigen sich uninformiert, Schutzräume sind kaum vorhanden und selbst einfache Mittel zur provisorischen Sicherung von Häusern für viele Menschen unerschwinglich. Der Film schildert das Chaos der Schutzmaßnahmen, ausgelöst durch Zwangsevakuierung der Stadtbevölkerung aus besonders gefährdeten Gebieten: Da nur Frauen und Kinder evakuiert werden sollen, weigern sich viele Frauen ihre Männer und erwachsenen Söhne zu verlassen; auf der anderen Seite lehnen es Einwohner der weniger gefährdeten Gebiete ab, die Fremden aufzunehmen und zu versorgen, so dass sie mit Waffengewalt dazu gezwungen werden müssen.
Er zeigt die unmittelbaren Folgen dreier Kernwaffenexplosionen am Rande einer englischen Stadt wie extreme Hitzestrahlung und die Druckwellen der Explosion, die auch in größerer Entfernung noch zu Schäden und schweren Verletzungen führen; aber auch die Auswirkungen der radioaktiven Strahlung werden thematisiert.
Anschließend stellen drastische Bilder die indirekten Folgen des Angriffs dar: Die gesellschaftliche Ordnung bricht zusammen, die Menschen leiden unter mangelnder medizinischer Versorgung und an Hunger. Medikamente sind nicht ausreichend vorhanden, hilflos müssen die Ärzte die Patienten in drei Kategorien einteilen: solche, die leicht behandeln werden können, solche, bei denen eine Behandlung möglich wäre und schließlich unrettbare Fälle. Polizisten erschießen die hoffnungslos Verwundeten und Kranken, um ihre Leiden abzukürzen, Leichen müssen durch improvisierte Verbrennungen beseitigt werden, da nicht genug Arbeitskräfte für Beerdigungen zur Verfügung stehen und Seuchen drohen. Es kommt schließlich zu Plünderungen von Lebensmitteldepots und blutigen Auseinandersetzungen zwischen Sicherheitskräften und der Zivilbevölkerung, obwohl Plünderer, angeordnet von der Regierung, standrechtlich zum Tode verurteilt und erschossen werden. Das letzte Bild zeigt eine Weihnachtsfeier von Überlebenden, von denen viele radioaktiv verseucht dem Tode geweiht sind.

## Hintergrund
Die Dreharbeiten fanden Anfang 1965 in den Städten Tonbridge, Gravesend, Chatham und Dover in der Grafschaft Kent statt. Um einen möglichst realistischen Effekt zu erhalten, kombinierte Watkins in dokumentarischem Stil gedrehte Spielszenen mit teils authentischen, teils gestellten Interviews sowie statistischen Untersuchungen zu den Folgen eines nuklearen Angriffs auf britischem Boden. Zudem werden Ausschnitte aus offiziellen Stellungnahmen verschiedener Institutionen zum Thema Atomkrieg vorgetragen. Die Rollen in den Spielszenen wurden ausschließlich mit Laiendarstellern besetzt. Zu den Darstellern gehören Michael Aspel und Dick Graham als Berichterstatter. Für die Maske war Lilias Munro verantwortlich.
The War Game sollte am 21. Jahrestag des Atombombenabwurfs auf Hiroshima, am 6. August 1966, ausgestrahlt werden. Aufgrund des Inhalts und der drastischen Darstellung entschloss sich die BBC jedoch, den Film nicht zu zeigen. Verschärft wurde die öffentliche Debatte durch politischen Druck und eine überwiegend feindselig gesinnte Presse. Zu den wenigen Stimmen, die eine Ausstrahlung forderten, zählten der Observer und die Labour-Abgeordnete Renée Short. Der Film lief stattdessen in begrenztem Rahmen in den Kinos. Erst 1985 wurde The War Game zusammen mit dem thematisch und stilistisch ähnlich gelagerten Spielfilm Threads (ebenfalls eine BBC-Produktion) im britischen Fernsehen gesendet. 15 Jahre später wurde der Film auf Platz 5 der 100 besten britischen TV-Produktionen gewählt.
In Westdeutschland lief der Film ab dem 3. März 1971 unter den Titeln The War Game (Kriegsspiel) und Wargame.
Wegen seines fiktionalen Themas wurde The War Game von Filmhistorikern auch wiederholt dem Science-Fiction-Genre zugerechnet.

## Kritiken
„Brillant. Aber er darf nicht gezeigt werden. […] Ich lehne diesen Film ab, denn er ist propagandistisch und negativ in seiner Herangehensweise, und in seiner Wirkungsweise politisch kalkuliert. Was Produzent Peter Watkins hier abliefert ist kein Film über die Bombe, sondern ein Appell, sie zu verbieten. […] Der Film klammert jede Hoffnung aus. Deshalb nenne ich ihn unverantwortlich. Und er klammert jedes Argument aus, warum wir die Bombe haben müssen.“

„Diese monströse Falschdarstellung gibt derart akkurat die Forderungen der Campaign for Nuclear Disarmament wieder, dass man sich fragt was die BBC bewegt hat, 10.000 Pfund für diesen Film aufzubringen. Es wäre angebrachter, ihn „The C. N. D. Game“ zu nennen.“

„Ein warnendes Meisterwerk. Dies ist vielleicht der wichtigste Film, der je gedreht wurde. Immer wieder wird behauptet, dass ein Kunstwerk nicht den Lauf der Geschichte ändern könnte. […] Ich glaube, dieses kann es. […] ein authentisches Dokument des Zornes, der über uns kommen wird.“

„Eine fiktive Reportage über einen Atombombenangriff auf englische Städte und seine schrecklichen Auswirkungen auf die Bevölkerung. Der von der BBC produzierte und mit einem ‚Oscar‘ ausgezeichnete, im englischen Fernsehen aber nicht ausgestrahlte Film will die alle Vorstellungen übersteigenden Zerstörungen eines Atomkriegs bewußt machen, die öffentliche Meinung aufrütteln und zu einer moralisch-politischen Stellungnahme auffordern. Ein erschreckender, aufrüttelnder Film.“

## Nachwirkung
Im Jahr 1968 fragte der Südwestfunk bei Watkins wegen einer Neuverfilmung von The War Game an, die die Auswirkungen eines nuklearen Krieges auf Hamburg zeigen sollte. Das Projekt wurde jedoch nicht realisiert. Auch eine 1982 in Großbritannien geplante Neuauflage scheiterte noch während der Produktionsvorbereitungen.

## Auszeichnungen
- Spezialpreis der Internationalen Filmfestspiele von Venedig 1966
- Oscar in der Kategorie Bester Dokumentarfilm 1967
- British Film Academy Award in der Kategorie „Bester Kurzfilm“ sowie United Nations Award 1967
- „Mikeldi de oro“ auf dem Internationalen Dokumentar- und Kurzfilmfestival Bilbao 1967